# Ramziddin Sajidov
Ramziddin (Ramzuddin) Sajidov (uzbecky Ramziddin Saidov) nebo (anglicky Ramziddin Sayidov), (* 14. dubna 1982) je uzbecký zápasník – judista.

## Sportovní kariéra
Pochází z oblasti patřící ke starodávnému městu Buchara. Začínal s tradičním středoasijským zápasem zvaným kuraš. K judu se dostal přes sambo a vrcholově se mu začal věnovat jako student ekonomické univerzity v Buchaře. Poprvé se na mezinárodní scéně objevil v roce 2003 na Univerzidádě v Tegu, kde obsadil 5. místo. V roce 2004 si vítězstvím na asijském mistrovství zajistil účast na olympijských hrách v Athénách, kde však vypadl v prvním kole. V novém olympijském cyklu se snažil prosadit ve střední váze, ale po nezdarech jeho místo reprezentační jedničky zaujal Churšid Nabijev. Sportovní kariéru tak nastartoval až s přestupem do polotěžké váhy v roce 2010. Patří k nepříjemným takticky bojujícím judistům, v krajních situacích se nezdráhá, jako fotbalista teatrálně upozorňovat na soupeřovi přestupky – Oreidis Despaigne. V roce 2012 se kvalifikoval na olympijské hry v Londýně, kde startoval opět jako úřadující mistr Asie. V prodloužení ve čtvrtfinále však nezvládl hru nervů s Mongolem Tüvšinbajarem a spadl do oprav. V boji o třetí místo nastoupil proti Němci Dmitri Petersovi a v úvodu se ujal vedení na juko po technice seoi-nage. S blížícím se koncem zápasu mu však docházely síly čehož houževnatý Peters dokázal využít a zápas otočil. Obsadil 5. místo.

### Vítězství
- 2010 - 1x světový pohár (Abú Zabí)
- 2011 - 1x světový pohár (Taškent)
- 2012 - 1x světový pohár (Moskva)

## Výsledky

### Váhové kategorie
| Turnaj            | 2004     | 2005     | 2006         | 2007         | 2008         | 2009         | 2010           | 2011           | 2012           | 2013           | 2014           | 2015           | 2016           |
| Turnaj            | 22       | 23       | 24           | 25           | 26           | 27           | 28             | 29             | 30             | 31             | 32             | 33             | 34             |
| Turnaj            | polostř. | polostř. | střední váha | střední váha | střední váha | střední váha | polotěžká váha | polotěžká váha | polotěžká váha | polotěžká váha | polotěžká váha | polotěžká váha | polotěžká váha |
| ----------------- | -------- | -------- | ------------ | ------------ | ------------ | ------------ | -------------- | -------------- | -------------- | -------------- | -------------- | -------------- | -------------- |
| Olympijské hry    | úč.      |          |              |              | —            |              |                |                | 5.             |                |                |                |                |
| Mistrovství světa |          | —        |              | úč.          |              | —            | úč.            | úč.            |                | 7.             | —              | úč.            |                |
| Asijské hry       |          |          | 3.           |              |              |              | 3.             |                |                |                | 3.             |                |                |
| Mistrovství Asie  | 1.       | —        |              | 5.           | —            | —            |                | 1.             | 1.             | —              |                | 5.             |                |

### Bez rozdílu vah
| Turnaj            | 2004 | 2005 | 2006 | 2007 | 2008 | 2009 | 2010 | 2011 |
| Turnaj            | 22   | 23   | 24   | 25   | 26   | 27   | 28   | 29   |
| ----------------- | ---- | ---- | ---- | ---- | ---- | ---- | ---- | ---- |
| Mistrovství světa |      | —    |      | —    | —    |      | 5.   | —    |